# Модель Кеперта
Моде́ль Ке́перта (англ. Kepert model) — модель комплексного йона, де вважається, що центральний атом металу лежить у центрі сфери, а ліганди розміщені на поверхні сфери і можуть вільно рухатись по ній. Модель використовується для опису геометрії комплексів металів d-блоку [MLn], [MLn]m+, [MLn]m–.
У цій моделі знехтувано невалентними взаємодіями з вільними парами електронів, а враховується лише відштовхування між групами L. Модель для координаційних чисел 2—6 передбачає такі розташування L:
- 2 — лінійна структура;
- 3 — тригонально-планарна структура;
- 4 — тетраедрична структура;
- 5 — тригонально-біпірамідальна або квадратно-пірамідальна структури;
- 6 — октаедрична структура.

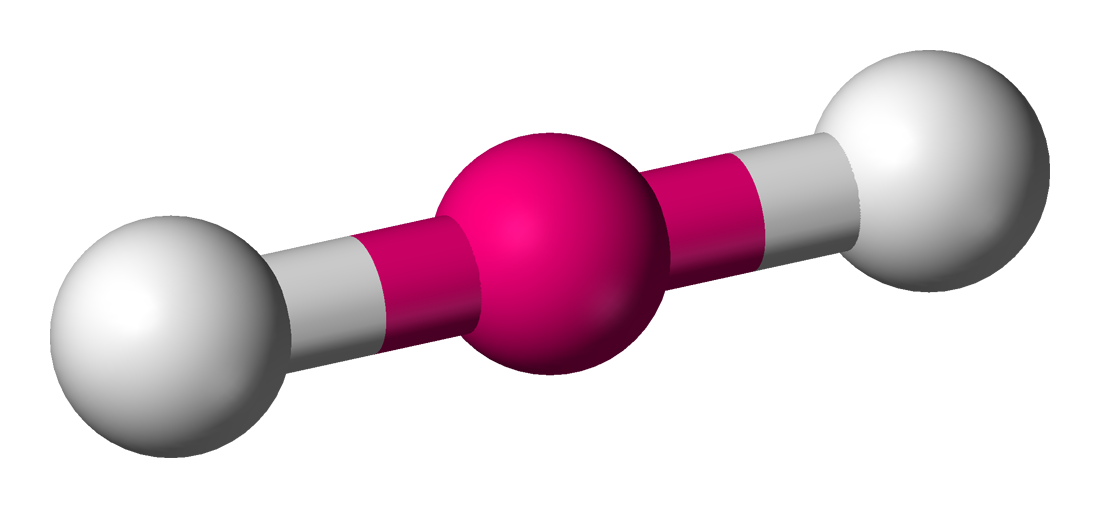
Лінійна
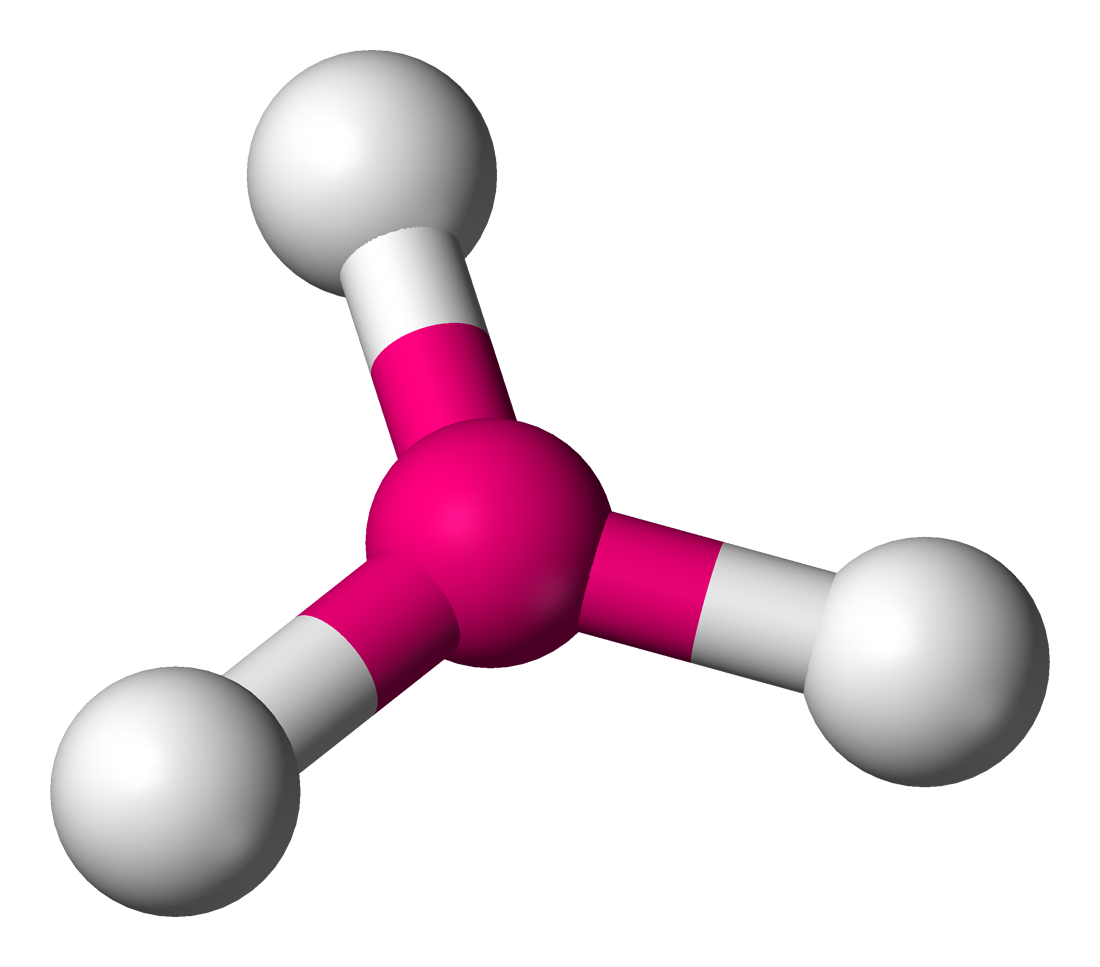
Тригонально-планарна
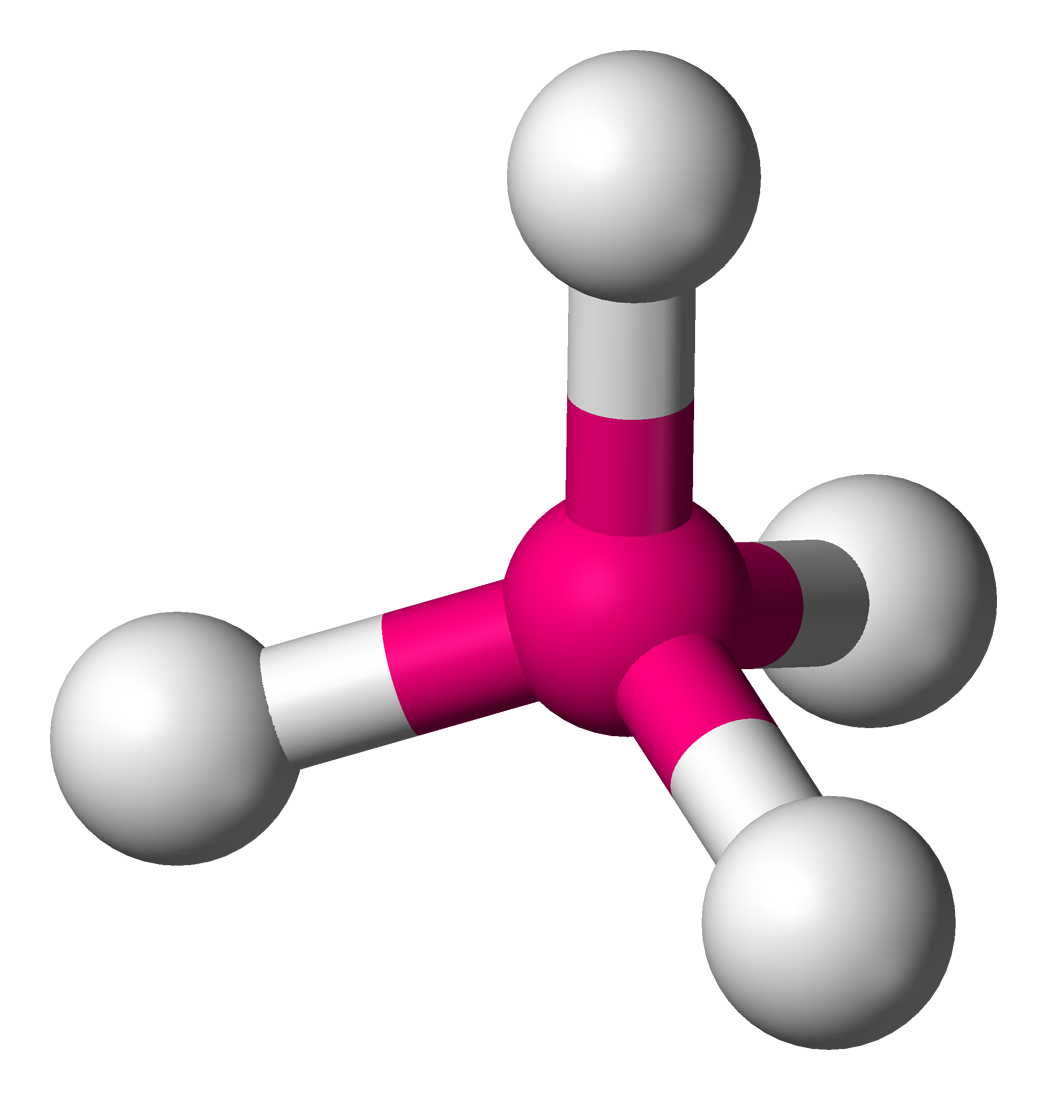
Тетраедрична
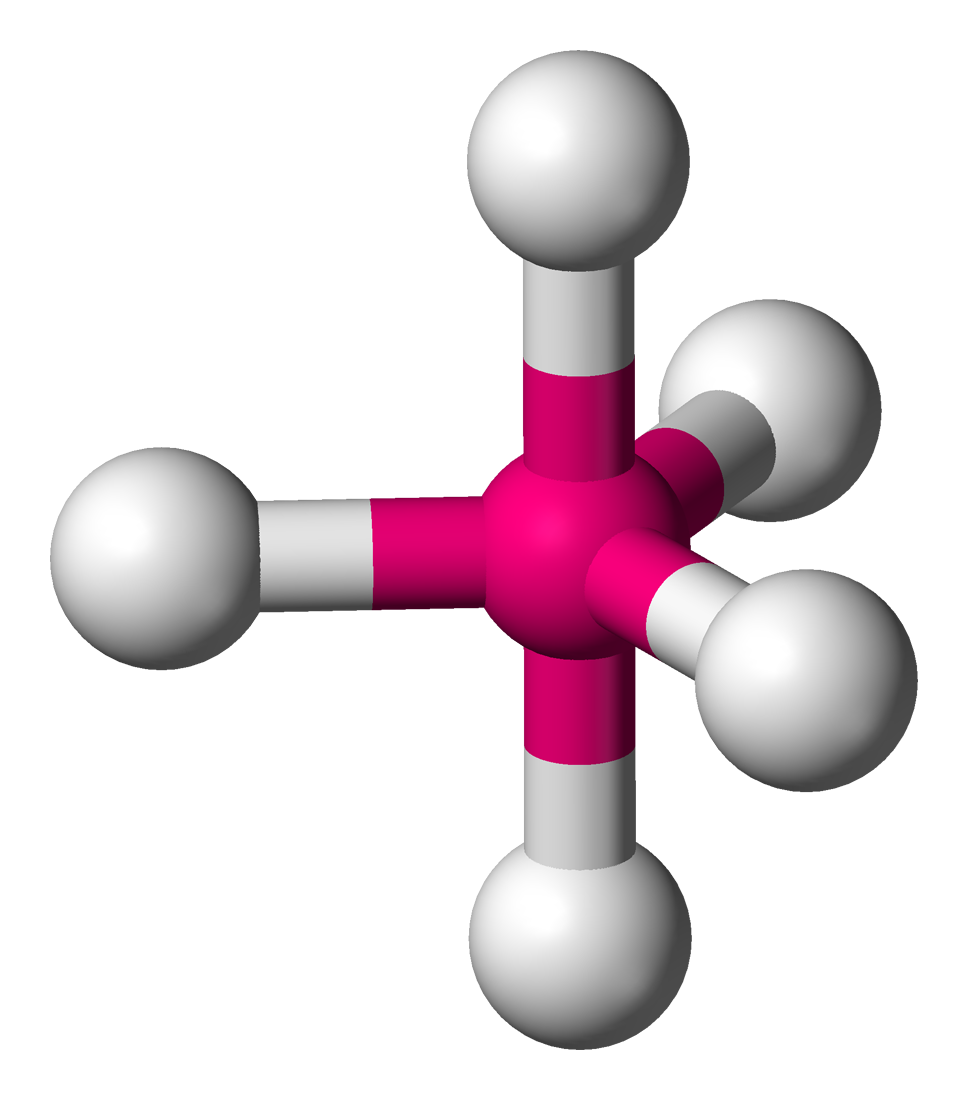
Тригонально-біпірамідальна
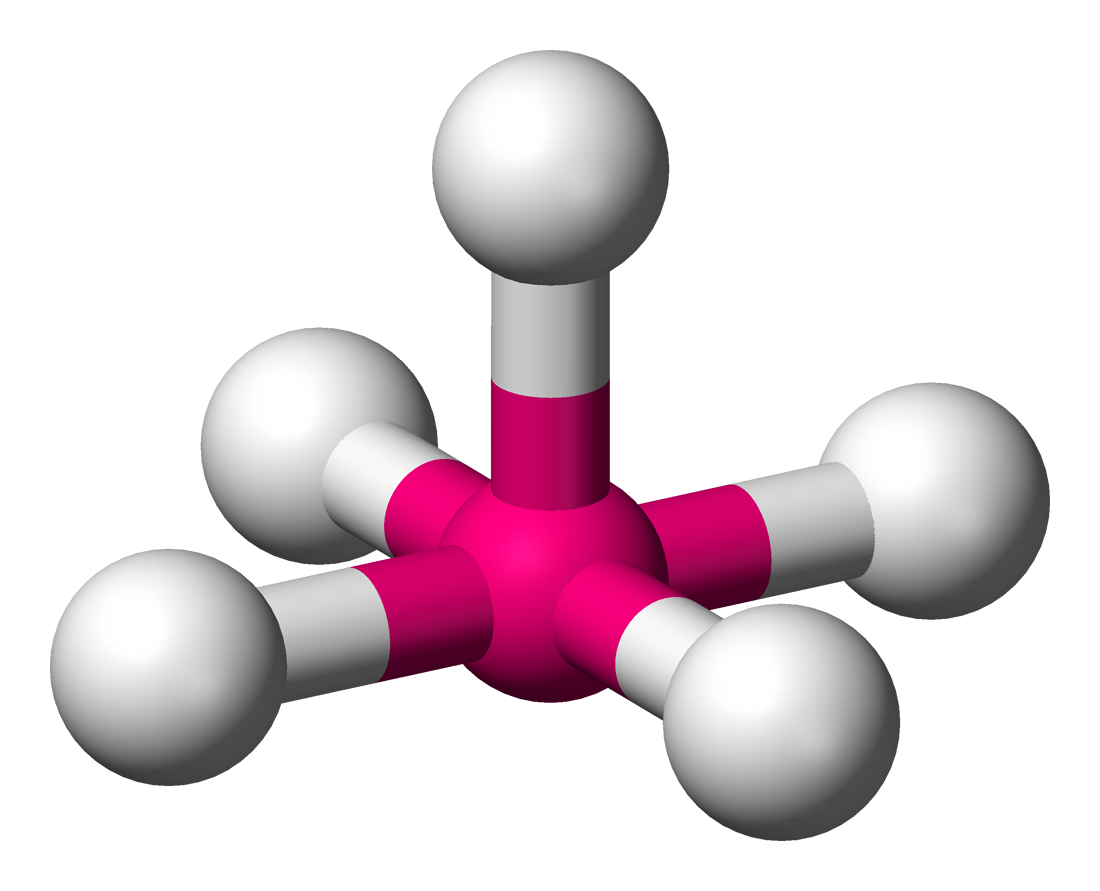
Квадратно-пірамідальна
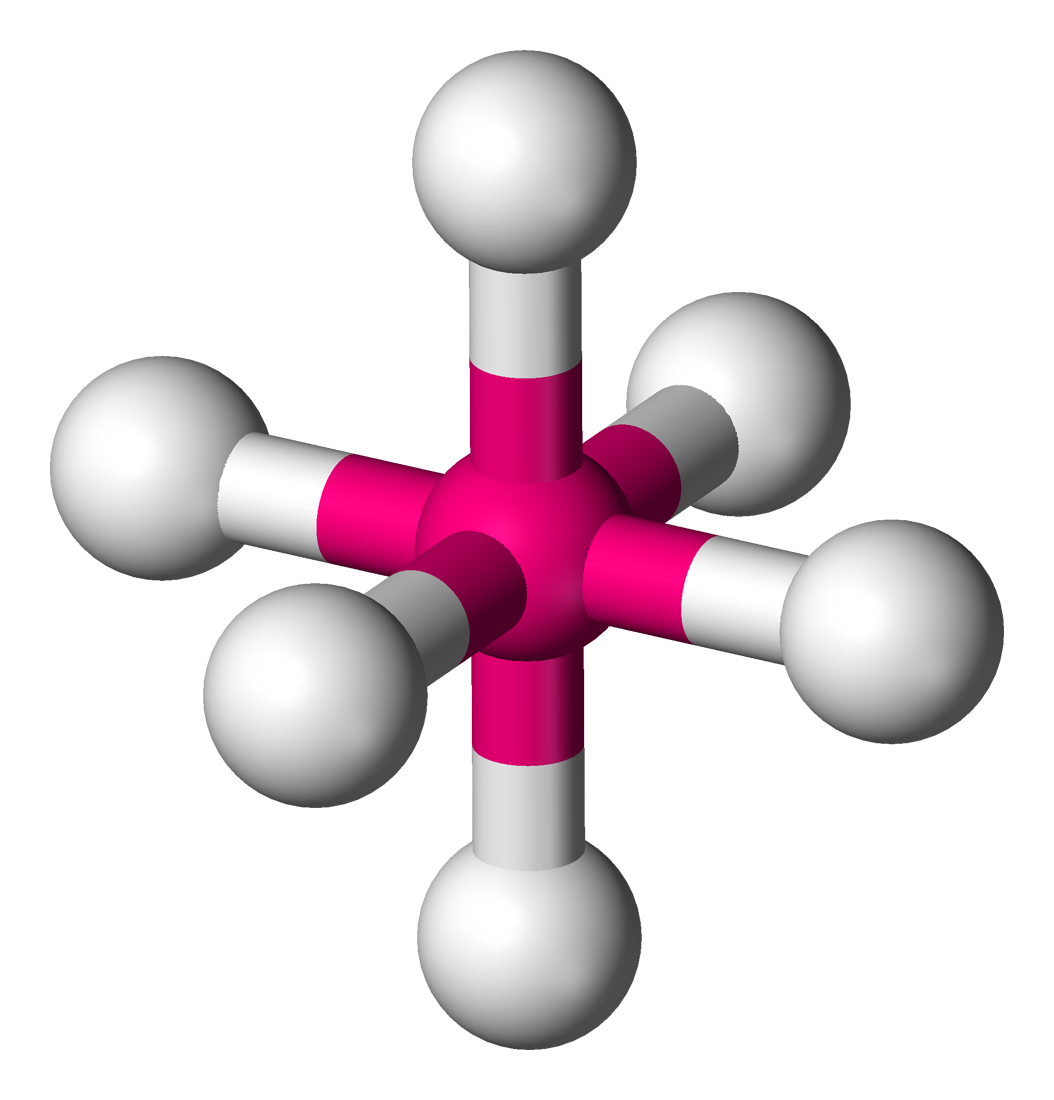
Октаедрична